# Hap & Leonard. Sangue e limonata
Hap & Leonard. Sangue e limonata (Blood and Lemonade) è un romanzo di Joe R. Lansdale del 2017.
Si tratta dell'undicesimo romanzo che ha come protagonisti Hap Collins e Leonard Pine. In Italia è uscito dopo Il sorriso di Jackrabbit che è in effetti il dodicesimo romanzo della serie.
Il libro è stato definito dall'autore un romanzo a mosaico in cui ogni capitolo costituisce in pratica un racconto a sé, legato agli altri da un'esile trama.

## Trama

### La parabola del bastone
Leonard legge sul quotidiano che due ragazzini che hanno fatto a botte sono stati puniti entrambi, provocato e provocatore, e il fatto lo indigna. Hap allora racconta di quando era un ragazzino gracile in una nuova scuola ed era stato preso di mira da un bullo: si era lamentato col preside che aveva parlato col bullo, ma questi non aveva smesso. Allora Hap, su consiglio di suo padre, prese un bastone e all'uscita di scuola colpì il bullo. Il preside gli diede ragione riconoscendo la legittima difesa, ma lo mise in guardia dal rischio di infierire e diventare a sua volta come il persecutore.

### Un falò di gomme
Dopo un allenamento in palestra con Leonard, Hap rievoca l'occasione in cui fece la sua conoscenza. 
Quando aveva diciassette anni, una notte Hap era andato caccia col suo amico di colore Roger. I due notarono un grande fuoco vicino ad una segheria abbandonata e si avvicinarono per vedere meglio: alla luce del fuoco si stava svolgendo un incontro clandestino di lotta tra un nero (Leonard) e un bianco (Charlie, un conoscente di Leonard). Cercando di evitare che la situazione degenerasse a causa di alcune parole di troppo, Hap intervenne parlando a favore di Leonard, benché ancora non lo conoscesse. Gli amici di Charlie però accusarono Hap di essere un amico dei negri e attaccarono anche lui; Hap e Leonard si trovarono così a combattere insieme per la prima volta ed ebbero la meglio sui loro opponenti.

### Non sei uno di noi
Hap e Leonard prendono un gelato in un locale della catena Dairy Queen e si mettono a parlare di un episodio avvenuto molti anni prima in un locale simile.
Dopo la lotta sostenuta insieme da Hap e Leonard, la voce si sparse in città e diversi giovani bianchi razzisti fecero delle minacce a Hap. Bob, il gestore del Dairy Queen, cercò di calmare gli animi. Hap poi incontrò Leonard per strada e fu visto dai giovani che l'avevano minacciato, che già si preparavano a menar le mani; furono poi salvati dall'arrivo dello zio di Leonard, Chester, e del suo amico ebreo Jack Woolens, armati di accetta.

### In riva al fiume
All'uscita dal Dairy Queen, Hap racconta a Leonard di un altro episodio della sua adolescenza. Era andato a pescare col suo amico Davis e un'azione di quest'ultimo, che anziché ributtare in acqua i pesciolini che non avevano fatto in tempo a usare come esca aveva infierito crudelmente su di loro, l'aveva profondamente contrariato. Sulla via del ritorno notarono in un'automobile due tipi dall'aria minacciosa in compagnia di una donna in lacrime, che li invitarono a girare al largo. Dieci anni dopo, Hap lesse sul giornale locale che era stata ripescata dal fiume un'auto come quella vista quel giorno, con delle ossa umane all'interno.

### Una serata finita presto
A Marvel Creek, Hap mostra a Leonard un luogo che era chiamato La Collina delle Trombate perché vi si appartavano le coppiette, e gli racconta di un sabato sera in cui anch'egli era presente. Alcuni suoi coetanei erano andati là con Billie Sue, moglie ninfomane del rispettato predicatore battista, ma Hap non aveva voluto prendere direttamente parte all'orgia sessuale.

### Il bambino che diventò invisibile
In vena di ricordi, Hap racconta a Leonard di un suo amico d'infanzia, Jesse, che abitava a poca distanza da casa sua, in una famiglia miserevole il cui capo era anche manesco. A scuola era preso di mira da due bulli, James e Ronnie, che ad un certo punto si misero a trattarlo come se fosse diventato invisibile; dopo l'ennesima umiliazione, col revolver del padre sparò ai due bulli, ad una loro amichetta che l'aveva anch'essa umiliato, ad un professore e infine a sé stesso. I suoi genitori erano già stati uccisi nella notte.

### Sangue e limonata
Hap pensa alla figura di sua madre e di come la sua mentalità fosse più avanzata della maggior parte dei suoi contemporanei ricordando un episodio della sua infanzia.
Un sabato era andato al cinema di Marvel Creek e, dopo che sua madre era venuto a prenderlo, aveva incontrato per strada un bambino nero di nome Nathan che stava piangendo perché era stato picchiato da un ragazzo bianco. Siccome sua madre era assente da casa e suo cugino, alle cui cure è stato affidato, se ne disinteressava, la madre di Hap si offrì di portarlo alla propria casa. Hap guardò con lui alcuni albi a fumetti, poi la signora Collins preparò la cena per entrambi i bambini, prima di riaccompagnare Nathan a casa. La madre di Nathan accolse con fastidio il fatto che suo figlio era stato accolto da una donna bianca, e impose che Nathan restituisse i fumetti che Hap gli aveva regalato. Nondimeno, la madre di Hap esortò il figlio a trattare la gente di colore con rispetto, ricordandogli che la vita spesso presenta insieme cose positive e negative, come la limonata e il sangue.

### Nel fiume dei morti
Mentre Hap e Leonard attraversano il fiume Sabine, i due amici rievocano un'avventura capitata loro agli inizi della loro frequentazione. 
Un giorno d'estate erano in barca a pescare, quando la lenza di Leonard s'impigliò in qualcosa. Il giovane nero si tuffò e scoprì sul fondo una barca affondata contenente dei cadaveri di due adulti e un bambino. Scoppiò poi a piovere; Hap e Leonard decisero di accamparsi per la notte, in attesa di tornare a vedere il relitto l'indomani. Ma il giorno successivo furono sorpresi da tre tizi minacciosi, a nome Tom, Jaret e August. Questi trafficavano in droga e avevano ucciso gli occupanti della barca, ex complici che avevano cercato di fregarli, e costrinsero Hap e Leonard a immergersi al loro posto per recuperare la droga. I due amici però dispersero la droga nell'acqua e riemersero in un altro punto del fiume, mentre Tom affogò nel tentativo di salvare parte dello stupefacente. Hap e Leonard rimisero in acqua la loro barca e fuggirono nella direzione opposta; ripararono il motore fuoribordo grazie all'aiuto di alcuni ragazzi incontrati per caso e tornarono a casa. Pochi giorni dopo, Hap lesse che Jaret e August erano stati arrestati per omicidio.

### Una sosta per un caffè
Parlando di come i tempi siano cambiati nell'accettazione della gente di colore nei locali pubblici, Hap narra a Brett e Chance di quando, ragazzo neopatentato, si fermò in un bar di No Enterprise durante un violento temporale. Dalla zona riservata ai negri, un cliente si lamentò che la sua ordinazione non veniva mai soddisfatta, procurando la reazione stizzita della cameriera; il cliente ribatté dichiarando orgogliosamente di aver servito il proprio paese nella Guerra di Corea. Ciò gli valse la solidarietà di un cliente bianco, che si trovò anch'egli preso di mira da altri avventori razzisti, al punto da dover lasciare il locale in tutta fretta.

### Apollo Red
La storia precedente diventa uno spunto perché Hap parli di suo padre, che faceva il meccanico di professione. Un giorno si presentò alla sua officina un bellimbusto, che ad Hap diede l'impressione di un Apollo bifolco, per prelevare l'auto della sua fidanzata, impiegata in un salone di bellezza, ma il meccanico chiese prima che i conti delle riparazioni fossero saldati. Si giunse alle mani, e il padre di Hap mandò il bellimbusto al tappeto con un uppercut ben piazzato. Dopo qualche ora, fecero visita all'officina due poliziotti a causa della denuncia sporta da Apollo Red, ma il più anziano dei sue, che conosceva il titolare da lungo tempo, non diede seguito alla cosa.

### Un serpente innocuo
Per un certo tempo, quando Hap era ragazzo, la sua famiglia si trasferì dal Texas orientale in Arizona in cerca di lavoro. Qui ebbe un paio di incontri spiacevoli con dei serpenti: uno lo trovò nel pollaio mentre prendeva delle uova, un altro gli tenne dietro dalla campagna fin sulla veranda di casa, dove sua madre lo decapitò con una vanga. Il padre gli mostrò poi dalla forma della testa che non si trattava di un serpente velenoso. Qualche anno dopo, quando era tornato in Texas, Hap invece ebbe un incontro con un velenosissimo mocassino d'acqua, di cui aveva sottovalutato la pericolosità.

### Negli abissi del mondo
Hap racconta a Leonard, Brett e Chance una storia del terrore che gli aveva narrato suo padre all'età di dieci anni. Una donna che viveva lungo il fiume Sabine si era innamorata di un aitante pescatore, che dopo poco tempo sposò. Ad un certo punto l'uomo volle rompere il loro legame per mettersi con una ragazza di città bella e ricca, ma sua moglie non voleva che se n'andasse: allora egli la soffocò e gettò il suo cadavere nel fiume, attaccato a un'incudine. Una notte però si sentì chiamare e vide il fantasma della moglie, che lo trascinò con sé in fondo al fiume, dove sono rimasti dei gorghi insidiosi per chiunque vada a nuotarci vicino.

### A caccia di scoiattoli
Hap racconta di un episodio accaduto a suo padre e a lui quando aveva dodici anni. Erano andati a caccia di scoiattoli, che a casa mangiavano regolarmente, e nel bosco trovarono il cadavere di Hank Jenner, marito infedele dell'ex maestra di Hap, a cui era stato sparato un colpo in testa. Prima di avvertire lo sceriffo, il signor Collins andò dalla vedova Jenner esortandola indirettamente a modificare la scena del crimine per farlo apparire un incidente di caccia, dato che aveva capito che in realtà era stata lei a sparargli con una rivoltella. 

### La quercia e il lago
Hap si reca alla vecchia casa di Leonard, dov'era morta la sua prima moglie Trudy e dietro alla quale si trovava una grande quercia chiamata l'Albero di Robin Hood. Lì vicino si trovava anche un laghetto dove andava a pesca con Leonard. In seguito ad un cambio di proprietà, la quercia fu abbattuta e il laghetto colmato di terra, cambiando per sempre l'aspetto di quei luoghi.

## Edizioni
- (EN) Joe R. Lansdale, Blood and Lemonade, Tachyon Publications, 2017, ISBN 9781616962531.
- Joe R. Lansdale, Hap & Leonard. Sangue e limonata, collana Stile libero. Big, traduzione di Luca Briasco, Torino, Einaudi, 2019, ISBN 978-88-06-23530-7.
- Joe R. Lansdale, Hap & Leonard. Sangue e limonata, collana Super ET, traduzione di Luca Briasco, Torino, Einaudi, 2021, ISBN 9788806248505.